# Arkadne igre
Arkadna igra (engl. arcadе game) je vrsta igre ili igra koja se igra na arkadama (engl. arcades) — ustanovama, javnim mestima i dr, koje sadrže igre mehaničkog ili elektronskog tipa, kao što su fliper ili video-igre koje se mogu igrati za u zamenu za novac. Na srpskom su u žargonu poznate i kao igrice sa automata, a mesta za igru kao igraonice ili fliperane. Arkadne igre se mogu posmatrati kao igre koje se igraju na arkadnim mašinama ili kao igre s kratkim nivoima i jednostavnom kontrolnom šemom. Istorijski gledano, arkadne igre su igre koje se igraju na mašinama koje rade na žetone; žeton se ubaci u automat (arkadnu mašinu) kako bi igra mogla da počne, ili kako bi se igra nastavila nakon što je igračev lik pobeđen, odnosno ako je izgubio život. Arkadne igre su među najstarijima u istoriji video-igara. Danas se mogu naći i na Internetu, a mogu se igrati i na računaru pomoću arkadnih emulatora.

## Istorija arkadnih igara

### 1970-e
Prve arkadne mašine radile su na principu ubacivanja novčića ili žetona. Najranije arkadne igre koristile su mehaničko bodovanje, a tek 1970-ih napravljene su prve elektronske arkade. Prva arkadna igra ovog tipa nastala je 1971. i zvala se . Igra je debitovala na Univerzitetu Stenford (Stanford University), ali se nikada nije komercijalno prodavala. Kasnije, te iste godine pojavila se prva komercijalno prodavana igra Computer Space. Igra je bila teška za razumevanje i nije postigla veći uspeh. Njen kreator, Nolan Bušnel (Nolan Bushnell), uzeo je svoju zaradu od igre, i napustivši kompaniju koja je izradila ovu igru osnovao Atari Inc. U novoosnovanoj firmi, on i Alan Alkorn (Alan Alcorn) stvaraju Pong, prvu uspešnu arkadnu igru koja je, za razliku od svog prethodnika, bila laka za igranje.
Te prve arkadne igre koristile su jednostavnu blok grafiku sve do 1974, kada je Atari prvi put upotrebio ROM čipove za skladištenje grafičkih podataka. Prva igrica koja je koristila ROM čipove zvala se Tank. Sledeće godine kompanija Midway (Midvej) napravila je vestern igru po imenu Gunfight koja je imala imlementiran prvi mikroprocesor. Godine 1976, Atari pravi prvu igricu koja je imala prikaz iz prvog lica. U pitanju je bila trkačka igrica Night Driver, na kojoj se mogao videti put iz perspektive vozača, za razliku od pogleda na kola odozgore kao kod većine trkačkih igara iz tog vremena. Arkadne igre su se tada još uvek mogle igrati samo u igraonicama i barovima. Tek od 1978. arkadne igre počele su da se pojavljuju i na drugim mestima. Za to je bila zaslužna igrica Space Invaders čiji je veliki uspeh označio početak zlatnog doba arkadnih igara. Zahvaljujući njenoj popularnosti arkadne igre počele su da se pojavljuju i po restoranima i prodavnicama.
Iste, 1978. godine pojavljuje se i prva sportska igra. Atari izbacuje igru  koju je kreirao Dejv Staben (Dave Stubben). Brza akcija i kompleksna simulacija timskog sporta zapanjila je igrače. Do tada su arkadne igre imale fiksiran prostor na ekranu, a Football je bila prva igrica na kojoj je po ekranu moglo da se skroluje. Uvedena je još jedna novina — trekbol (engl. trackball), umesto korišćenja džojstika. Iako je Atari stajao iza brojnih inovacija uvedenih u svet arkadnih igara, Midvej je imao najpopularniju igricu Space Invaders. Kao odgovor, Atari izbacuje igricu Asteroids koja takođe postiže ogroman uspeh. Na vrhuncu njene popularnosti 1980, američki nedeljnik Newsweek (Njuzvik) navodi da u njenu igralačku publiku spada i veliki broj odraslih koji se oslobađaju svakodnevnog stresa na poslu, igranjem ove igrice tokom pauze za ručak. Tokom 1979. pojavljuje se još nekoliko inovacija. Japanska kompanija Namco (Namko) pravi Galaxion prvu pravu igru u boji. Takođe, pojavljuje se igra Warrior, u kojoj se dva igrača bore jedan protiv drugog, koja se računa kao prva borilačka igra „jedan na jedan“.

### 1980-e
Namko 1980. izbacuje igru  koju je dizajnirao Toru Ivatani (岩谷 徹 ) po drevnoj japanskoj narodnoj priči. Igra je u Japanu bila toliko popularna da je dovela do nestašice jena.
Sledeće godine firma Midvej distribuirala je igru u Americi. Igra je takođe doživela ogroman uspeh i unela revoluciju na tržištu video-igara. Bila je podjednako igrana među svim godištima i između oba pola, tako da je nakon nje usledilo još nekoliko uspešnih nastavaka. Pojavila na naslovnici časopisa Time (Tajm), i smatra se jednom od ikona popularne kulture 1980-ih. Godine 1981. Šigeru Mijamoto (宮本 茂 ) iz firme Nintendo stvorio je nekoliko likova koji su mogli da se takmiče s popularnošću igre Pac-Man. U pitanju su bili likovi iz igre Donkey Kong nazvane po glavnom negativcu, gorili Donki Kong, a u kojoj se prvi put pojavljuje Džampmen (Jumpman), lik koji je danas poznat po imenu Mario. Ova igra je bila jedna od prvih platformskih igara, koje će kasnije postati vrlo popularan žanr. Iste godine Atari izbacuje igru Centipede čiji su tvorci bili Ed Log (Ed Logg) i Dona Bejli (Dona Bailey). Igra je bila slična igrama Space Invaders i Asteroids, ali značajna po tome što je ovo bila prva arkadna igra čiji je ko-dizajner bila žena. Takođe, ovo je bila i prva igra koja je bila popularnija među ženama nego među muškarcima.
Godine 1982. pojavljuje se igrica Tron, zasnovana na istoimenom filmu, koja je ostvarila veći profit od filma. Naredne godine Rik Dajer (Rick Dyer) i Don Blut (Don Bluth) napravili su igru Dragon's Lair koja je predstavljala prvi interaktivni animirani film. Ova igra bila je prva arkadna igra koja je koristila laserdisk. Iako je zbog ovoga imala veoma lep izgled, to ju je takođe učinilo veoma skupom. Mašine koje su koristile lasersku tehnologiju nisu bile toliko pouzdane, pa mnogi nisu hteli da ih kupuju. Te iste, 1983. godine, izlazi igrica I, Robot, prva komercijalna arkadna igra koja je koristila 3D-poligonalnu grafiku. Dozvoljavala je i samo igranje poligonalnim objektima, umesto stvarnog igranja igre. Iako nije bila uspešna, predstavlja preteču današnjih sofisticiranih poligonalnih trkačkih i borilačkih igara. Kasnije te godine, pojavljuje Journey — prva igrica koja je imala digitalizovane sprajtove. Naredne godine pojavljuju se Marble Madness i Paperboy, prve dve arkadne igre koje su koristile 16-bitne procesore, što im je omogućavalo detaljniju grafiku. Tokom narednih nekoliko godina nije bilo većih promena u svetu arkadnih igara, a onda se 1988. godine pojavila igra Narc — prva arkadna igra u kojoj su se videli krv i nasilje. Kako je grafika postajala sve bolja, igre su postajale sve više nasilne. Splatterhouse je bila prva igra koja je nosila upozorenje Parental Advisory (nadzor roditelja).

### 1990-e
Godine 1991. japanska firma Capcom (Kapkom) napravila je revoluciju u takmičarskim igranju arkadnih igara širom sveta kada je izbacila igru Street Fighter II. Ova igra zauvek je promenila svet video-igara unevši brojne inovacije u načinu igre. Mnogi elementi borilačkih igara koji se danas uzimaju zdravo za gotovo prvi put su se pojavili u ovoj igri, uključujući veliki broj različitih likova i specijalnih poteza. U vreme kada se igra pojavila po igraonicama su se često mogle videti gomile ljudi koje okružuju automat s ovom igrom. Najveći rival ovoj igri bila je igra Mortal Kombat II — prva igra koja je imala fatalitije (engl. fatality — u ovom slučaju brutalno ubijanje protivnika na kraju runde), i više krvi od bilo koje igrice pre nje. Takođe, imala je i bolju digitalnu grafiku od bilo koje igre do tad. Tokom ovog perioda među igračima su vođene mnogobrojne debate koja je od ove dve borilačke igrice bolja.

## Literatura
- Whittaker, Jason (2004), The cyberspace handbook, Routledge, стр. 122, ISBN 978-0-415-16835-9
- Kent, Steven L. (2001). The Ultimate History of Video Games: From Pong to Pokémon. Three Rivers Press. ISBN 978-0-7615-3643-7.
- Kent, Steven L. (2001). The Ultimate History of Video Games: From Pong to Pokémon. Three Rivers Press. стр. 116. ISBN 978-0-7615-3643-7.
- Kent, Steven L. (2001). The Ultimate History of Video Games: From Pong to Pokémon. Three Rivers Press. стр. 500. ISBN 978-0-7615-3643-7.
- Mark J. P. Wolf, The Video Game Explosion: A History from PONG to PlayStation and Beyond, ABC-CLIO, стр. 105, ISBN 978-0-313-33868-7
- Mark Stephen Pierce (Atari Games Corporation) (1998). Coin-Op: The Life (Arcade Videogames) (PDF). Digital illusion: entertaining the future with high technology. ACM Press. стр. 444. ISBN 978-0-201-84780-2. Архивирано из оригинала (PDF) 23. 7. 2011. г.
- Mark J. P. Wolf (2001), The medium of the video game, University of Texas Press, стр. 44, ISBN 978-0-292-79150-3, „going into virtually every location in the country [..] even a few funeral homes had video games in the basements”
- Inciardi, James A.; Rothman, Robert A. (1990), Sociology: principles and applications (2 изд.), Harcourt Brace Jovanovich, стр. 540, ISBN 978-0-15-582290-0, „To cash in on the Pac-Man video mania, game developers also introduced Asteroids, Frogger, Donkey Kong, Tron, and hundreds more. By 1982, arcade games had become a multi-billion dollar industry. In that year alone, almost 500,000 machines were sold at prices ranging as high as $3000 each.”
- Kent, Steve L. (2001), The ultimate history of video games: from Pong to Pokémon and beyond : the story behind the craze that touched our lives and changed the world, Prima, стр. 152, ISBN 978-0-7615-3643-7, Приступљено 15. 3. 2012